# Düsseldorf Grand Prix 1975
Il Düsseldorf Grand Prix 1975 è stato un torneo di tennis giocato sul terra rossa. È stata la 6ª edizione del Düsseldorf Grand Prix, che fa parte del Commercial Union Assurance Grand Prix 1975. Si è giocato a Düsseldorf in Germania, dal 25 al 31 maggio 1975.

## Campioni

### Singolare
Jaime Fillol ha battuto in finale  Jan Kodeš con il punteggio di 6–4, 1–6, 6–0, 7–5

### Doppio
François Jauffret /  Jan Kodeš hanno battuto in finale  Harald Elschenbroich /  Hans Kary con il punteggio di 6–2, 6–3